# Albina Messeri
Albina Messeri (Florencia, 25 de agosto de 1904 - Padua, 19 de enero de 1972) fue una botánica, taxónoma, conservadora y exploradora italiana.
Es autora en la identificación y nombramiento de nuevas especies para la ciencia, a abril de 2016, posee treinta y seis registros de especies nuevas para la ciencia, especialmente de la familia de las poáceas, y con énfasis del género Lagurus, publicándolos habitualmente en Willdenowia, Novon, Pubbl. Ist. Bot. Univ. Catania (véase más abajo el vínculo a IPNI).

## Biografía
En 1904, Albina vio la luz en la casa familiar de Florencia, en la aireada via Bolognese. Hija de Víctor, médico general y Erminia Altini, profesora elemental, tercera de siete hermanos y hermanas. Del padre heredó la pasión por el aprendizaje y de la madre - de origen romana - practicidad y la pedantería en el error de búsqueda. Después de la educación primaria, dada por la madre (ya educados en su tiempo de acuerdo con los dictados de la escuela froebeliana) Albina demostró predisposicón por las ciencias. Tal vez ellos amaban la naturaleza por la abuela materna Alba, floricultora apasionada, y por muchas vacaciones de verano pasadas entre prados, en Cercina. Siguió estudios clásicos, y con el apoyo de la Escuela Media Galileo, la joven tomó la decisión de suscribirse en la Universidad de Florencia a saber, la Facultad de Ciencias Naturales, alentada por sus padres. Se graduó en botánica en 1926, con una tesis sostenida con el profesor Giovanni Negri. En ese entorno académico estimulante, comenzó a colaborar en grupos de investigación, dedicándose a la fitogeografía.
Después de las primeras investigaciones científicas realizadas, en el antiguo Jardín Botánico del Semplici en su ciudad natal, a partir de 1928 fue profesora Adjunta del mismo Prof. Negri. Y, en 1932, recibió su habilitación docente en botánica general. También, ese año, publicó su primera monografía - la primera de muchas publicaciones - sobre la vegetación presente cerca de Florencia con el título: Rilievi a Monte Pratone.
Albina viajó extensamente. En Pisa se convierte en responsable del curso de Botánica Farmacéutica hasta 1940. Catania le dio la bienvenida como prefecta del Jardín Botánico, así como profesora de la misma materia 1940-42. Allí hizo investigaciones en florística, sistemática e histología vegetal, campo de estudio de la cual era muy apasionada. Se trasladó desde 1943 a Bari, donde, junto con su colega y amiga fraterna Eleonora Francini, preparó las cosas tan bien, que nació un Instituto de Botánica, equipado con herramientas y una biblioteca
La pasión por el estudio y la afinidad intelectual con Francini, llevaron a las dos eruditas a una prolífica colaboración científica sobre la vegetación de la isla de Marettimo, que continuó durante treinta años e hizo que Messeri descubriera y vinculara su nombre a Lugurus ovatus var. vestitus y la publicación de los famosos: en "Webbia" 11: 607-846, 1956. Se dirigió de nuevo a su Toscana natal, en Siena, donde fue profesora de Botánica Farmacéutica y Directora del Jardín, para convertirse en el año 1950, tras la aprobación de la competición, en profesora de la Facultad de Ciencias de Camerino.
En 1951, volvió a Messina, donde permaneció durante poco más de dos décadas, como Directora del Jardín Botánico y su Instituto para luego ir con la misma especialidad, a Bari. A partir de 1964, en Padua. fue docente precisa, de modales suaves, consideraba la enseñanza universitaria como una misión y una gran responsabilidad humana. Ha dado conferencias en las aulas llenas de estudiantes leales y agradecidos a su disponibilidad profesional. Sensible a las difíciles relaciones entre el desarrollo y el ambiente dio consejos y estimuló su hermano Enrico, médico y naturalista para fundar - junto con otros - el curso universitario de Ecología Humana y, junto con otro hermano Piero antropólogo, la compañía del mismo nombre. Albina fue muy apegada a su Florencia y de acuerdo con su cuñado Alberto Chiarugi, el botánico famoso y respetado, fue uno de los tutores de la Sociedad Iris.
En la Facultad de Ciencia Matemática de la Universidad de Padua, Albina mantuvo, por siete años la enseñanza de la fisiología de las plantas, para volver a la de botánica, hasta que una mañana fría de 19 de enero de 1972, de repente debido a una enfermedad insidiosa que desde hace dos años la 'había golpeado, se sintió mal en la mesa de trabajo. Así murió poco después en su edificio florentino, rodeado de familiares y amigos cercanos.
Esta científica descansa entre sus verdes colinas de Florencia en el pequeño cementerio de Cercina, cerca de los lugares que ella veía como niña, recogiendo flores.

## Algunas publicaciones
- albina Messeri. 1932. Ricerche sulla vegetazione dei dintorni di Firenze. II - Rilievi a Poggio Pratone. Firenze, 1932, p. 627 - 640 con tablas, libr. 4-14477
- -----------. 1935. Ricerche sulla morfologia della plántula nelle Coniferae. Le Pinaceae (con tav. IX e 38 figg. nel testo). Nuovo Giornale Botanico Italiano XLII: 267-363.
- -----------. 1936. Ricerche sulla vegetazione dei dintorni di Firenze. La vegetazione delle rocche ofiolitiche di Monte Ferrato (presso Prato). Editora Firenze.
- -----------. 1937. Effetti biologici prodotti da acqua trattata elettricamente su alcune culture vegetali. Libreria Piani già Naturalistica.
- -----------. 1952. Erborizzazioni in Val Carbonara fra S. Marco in Lamis e S. Giovanni Rotondo (Gargano) nel giugno 1952.
- -----------. 1953. Lezioni di Botanica Farmaceutica. Ed. Dott. Luigi Macri.
- -----------. 1960. Alberto Chiarugi. La ricerca scientifica 30 (9): 1277-1283.

## Reconocimientos
- 1940-1942: directora (prefecta) del Jardín botánico de la Universidad de Catania[9][10]

## Membresías
- Società Botanica Italiana,[11] (de la que fue presidenta durante muchos años)
- Academia Georgofili,
- Academia Peloritana,
- Academia Italiana de Ciencias Forestales,
- Academia de Puglia de Ciencias,
- Academia Gioenia,
- Sociedad Italiana de Biogeografía,
- Instituto de Ciencias de Venecia, Letras y Artes, Sección delle Venezie,
- Consultora de Biología del Centro de Experimentación Agrícola Nacional, de la Sección Forestal, y de celulosa y papel, etc.
- Academia de Anatomistas vegetales.

## Eponimia
Especies
- (Asteraceae) Conyza messerii Pic.Serm.[12]
- (Poaceae) Dendrocalamus messeri Blatt.[13]